# Georg Jopke
Georg Jopke (* 16. Dezember 1929 in Freystadt in Schlesien, Regierungsbezirk Liegnitz; † 16. April 2017 in Potsdam) war ein deutscher Journalist und Chefredakteur in Potsdam.

## Leben

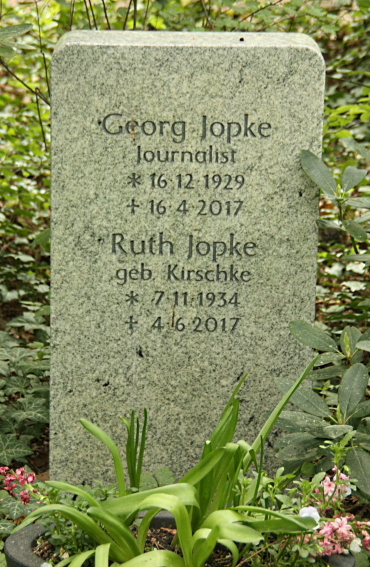
Georg Jopkes Grab

Georg Jopke kam als Jugendlicher mit seiner Familie aus Schlesien  nach Potsdam. Seine journalistische Laufbahn begann er dort 1952 als Volontär bei den Brandenburgischen Neuesten Nachrichten, der Regionalzeitung der Blockpartei NDPD. Danach wurde er deren Redakteur in Brandenburg an der Havel.
Ab 1978 war Jopke Chefredakteur der Brandenburgischen Neuesten Nachrichten. Er war der Verantwortliche für die Zeitung, auch gegenüber den staatlichen Stellen und führte die Zeitung durch verschiedene schwierige Situationen.
Unter seiner Leitung gelang 1990 der Übergang und Erhalt der Zeitung unter den neuen  marktwirtschaftlichen Bedingungen. 1992 ging Georg Jopke in den Ruhestand. Er blieb den Potsdamer Neuesten Nachrichten durch persönliche Kontakte und als gelegentlicher Autor verbunden.
Sein Grab befindet sich auf dem Südwestkirchhof Stahnsdorf.
Georg Jopke war als verantwortlicher Chefredakteur und durch seine kollegiale Umgangsform bei den Mitarbeitern geachtet.